# Sowjetisch-iranischer Freundschaftsvertrag
Der sowjetisch-iranischer Freundschaftsvertrag von 1921 wurde am 26. Februar 1921 in Moskau von Vertretern der sowjetischen und iranischen Regierung unterzeichnet. Der Vertrag sollte die Grundlage der Beziehungen zwischen dem Iran und der Sowjetunion regeln.

## Inhalt

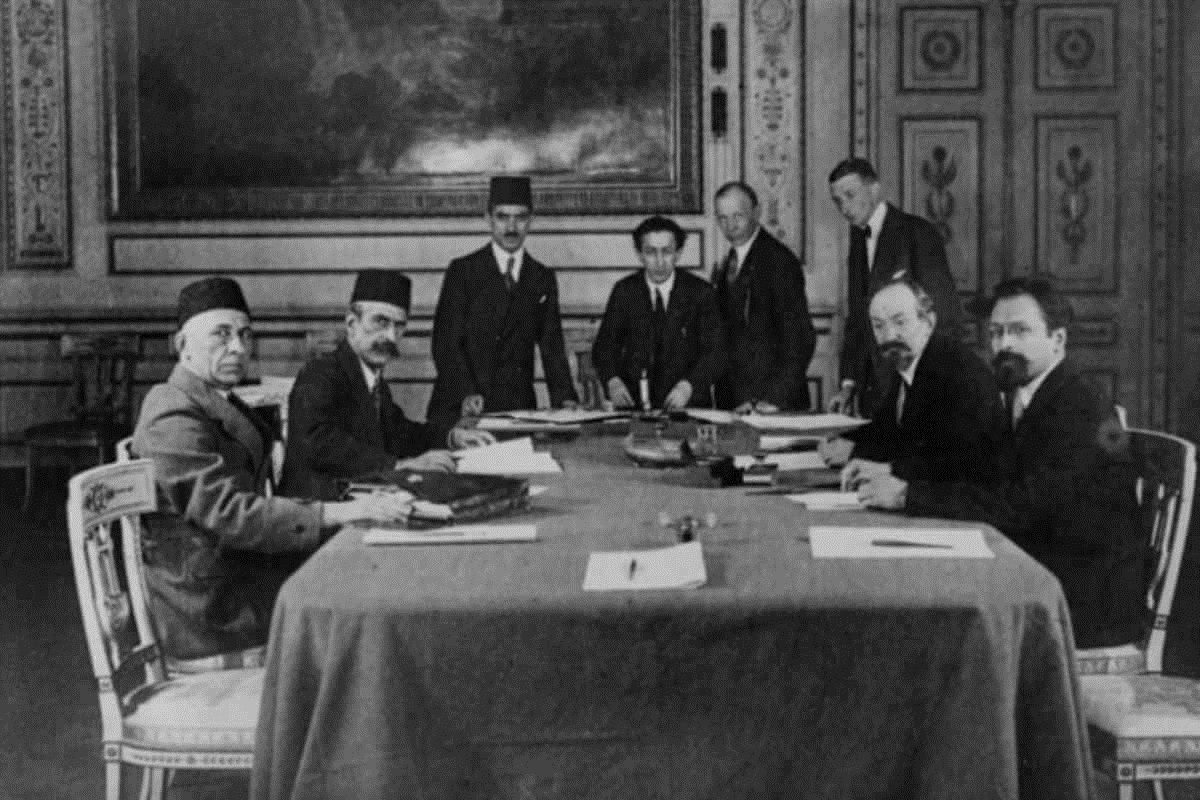
Unterzeichnung des sowjetisch-iranischen Freundschaftsvertrages

In dem Vertrag wurde Iran die vollständige territoriale Integrität zugesichert. Alle bisherigen Verträge zwischen Russland und Iran einschließlich des Vertrages von Turkemantschai vom 22. Februar 1828 und des Vertrages von Sankt Petersburg werden aufgehoben. Iran wird neben Russland das Recht eingeräumt, seine Schiffe auf dem Kaspischen Meer mit eigener Flagge und frei zu befahren.
Beide Regierungen verpflichteten sich nach Artikel 5 des Vertrags:
1. die Bildung oder Duldung einer Organisation oder Gruppe von Personen, wie immer sie heißen mögen, die feindselige Aktivitäten gegen Russland oder Persien oder Alliierte von Russland unternehmen, auf ihrem Territorium zu unterbinden. Verhindert werden soll auch die Bildung von militärischen Verbänden oder Armeen mit vergleichbarem Ziel.
2. nicht zu erlauben, dass Dritte oder Organisationen, wie immer sie auch heißen mögen, die den Vertragsparteien feindlich gesinnt sind, Gerätschaften zu importieren oder auf dem Transitwege durch das jeweilige Land zu lassen, die gegen die jeweilige Vertragspartei benutzt werden können.
3. mit allen zur Verfügung stehenden Mitteln die Stationierung von Armeen oder militärische Verbänden von Drittländern zu verhindern. Die Stationierung entsprechender militärischer Einheiten würde als Bedrohung der Grenzen, Interessen und Sicherheit des Partnerlandes interpretiert werden.[1]

Von besonderer Bedeutung ist auch Artikel 6:

„Sollte ein Drittstaat versuchen, mit Waffengewalt persisches Territorium widerrechtlich zu besetzen oder sollte der Drittstaat persisches Territorium als Operationsbasis gegen Russland nutzen, oder sollte ein Drittstaat die Grenzen der russischen Föderation oder seiner Alliierter bedrohen, und sollte die persische Regierung nicht in der Lage sein, die Bedrohung nach Aufforderung durch die russische Regierung zu beenden, hat Russland das Recht, in Persien einzumarschieren, um die entsprechenden militärischen Operationen zu seiner Verteidigung zu unternehmen. Russland wird seine Truppen umgehend abziehen, wenn die Bedrohung beseitigt ist.“

## Hintergrund
Nach dem Zusammenbruch des Russischen Reiches und der Machtergreifung der Bolschewiki nach der Oktoberrevolution 1917 mussten die vertraglichen Beziehungen zwischen der neu geschaffenen russischen Sowjetrepublik und Iran neu geregelt werden. Der 1907 zwischen Großbritannien und dem Russischen Reich geschlossene Vertrag von Sankt Petersburg, in dem der Iran zwar Vertragsobjekt aber nicht Vertragspartner war, war von der Sowjets als nichtig bezeichnet worden. Großbritannien hatte bereits 1919 im anglo-iranischer Vertrag von 1919 den Versuch unternommen, die Beziehungen zum Iran aus seiner politischen Interessenlage heraus neu zu regeln. Der Vertrag war zwar von der damaligen iranischen Regierung unterzeichnet aber nicht vom Parlament bestätigt worden. Ein ähnliches Schicksal wollten die Bolschewiki unter allen Umständen vermeiden. Um den vertragslosen Zustand zwischen den beiden Ländern zu ändern, trat man ab 1920 in Verhandlungen ein.
Die Voraussetzungen für einen erfolgreichen Abschluss der Verhandlungen schienen gegeben. Iran war unter den ersten Ländern, die die Regierung Lenins bereits am 14. Dezember 1917 anerkannt hatten. Am 27. Januar 1918 hatte Leo Trotzki den Vertrag von Sankt Petersburg für „null und nichtig“ erklärt.
Es war Premierminister Hassan Pirnia, der 1920 eine Delegation nach Moskau entsandte, um die Frage der Beziehungen zwischen Iran und Sowjetrussland neu zu regeln. Noch vor der Unterzeichnung des Abkommens konnte die iranischen Unterhändler erreichen, dass
1. alle persischen Offiziellen, die von den Sowjets verhaftet worden waren, mit einer Entschuldigung für das erlittene Unrecht freigelassen werden.
2. eine Kommission eingerichtet wird, die Entschädigungszahlungen an die betroffenen Iraner festlegt, deren Eigentum im Rahmen der russischen Besatzung des Nordiran beschlagnahmt oder beschädigt wurde.
3. sowjetische Truppen, die an der persischen Küste des kaspischen Meeres stationiert sind, abziehen und Bandar Anzali geräumt wird.[4]

Die Unterzeichnung des Abkommens fiel in die Regierungszeit Premierministers Seyyed Zia al Din Tabatabai. Der Abschluss des Vertrages führte allerdings nicht zum endgültigen Abzug der sowjetischen Truppen aus dem Norden des Iran. Noch waren ja auch britische Truppen im Iran, so dass Bolschewiki keine Veranlassung sahen, ihre Truppen abzuziehen. Nach Abschluss des Vertrages wurde Theodor Rotstein sowjetischer Botschafter im Iran. Das Botschaftspersonal wurde auf ca. 100 Personen aufgestockt und in alle größeren Städten wurden sowjetische Konsulate eingerichtet.
Artikel 5 und 6 war eindeutig gegen die Stationierung britischer Truppen im Iran gerichtet, die sich seit Beginn des Ersten Weltkriegs im Iran aufhielten, zunächst um die Ölanlagen in Abadan vor deutschen Sabotageakten zu schützen und später, nach der Oktoberrevolution, die Ölregion um Baku erst gegen türkische Angriffe und später gegen die Übernahme durch die Bolschewiki zu verteidigen. Das Hauptquartier der britischen Truppen lag in Qazvin. General Ironside war allerdings bereits im Oktober 1920 damit beauftragt worden, die britischen Truppen aus dem Iran nach Bagdad zu verlegen, nachdem sie sich gegen die Übermacht der Roten Armee nicht halten konnten. Die Briten verfolgten nunmehr die Politik, dem sowjetischen Einfluss nicht durch unmittelbare Truppenpräsenz im Iran zu begegnen, sondern durch den Aufbau einer starken iranischen Armee eine Machtübernahme kommunistischer Kräfte zu verhindern.
Am 9. Mai 1921 unterrichtete der britische Botschafter Norman den sowjetischen Botschafter Rotstein, dass die britischen Truppen Qazvin verlassen hätten und vollständig aus dem Iran abziehen würden. Am 19. Mai 1921 bestätigte der sowjetische Militärattaché, dass sich auch die Rote Armee auf dem Rückzug befände und die Niederschlagung der Dschangali-Bewegung von Mirza Kutschak Khan den iranischen Streitkräften überlassen würde. Am 23. Mai 1921 hatten alle britischen Truppen, ausgenommen eine Einheit im Südwesten des Iran das Land verlassen.
Die Unterzeichnung des Abkommens beendete die nach dem Ende des Ersten Weltkriegs und dem Zusammenbruch des russischen Reiches vorherrschende britische Dominanz im Iran und führte zu dem von der iranischen Regierung gewünschten Abzug nahezu aller fremden Truppen aus dem Staatsgebiet des Iran.

## Weitere Entwicklung
Nachdem der Vertrag den Abzug der seit dem Beginn des Ersten Weltkriegs im Iran stationierten britischen Truppen und in Folge auch zum Abzug der in den Iran einmarschierten sowjetischen Truppen beschleunigt hatte, sollte er zu Beginn des Zweiten Weltkrieges die gegenteilige Wirkung entfalten. Im August 1941 marschierten im Rahmen der anglo-sowjetischen Invasion des Iran britische und sowjetische Truppen in den Iran ein. Die Sowjetunion berief sich dabei auf Artikel 6 des Vertrages, der ihre das Recht einräumte, wenn sie ihre Sicherheit durch iranische oder fremde Truppen bedroht sah, in den Iran einzumarschieren. Es begann eine mehrjährige Zeit der Besatzung durch fremde Truppen, die über das Ende des Zweiten Weltkrieges hinaus anhielt. Eigentliches Ziel der Besatzung war die Errichtung einer Nachschublinie, der Persische Korridor, der die Versorgung sowjetischer Truppen mit US-amerikanischer Militärausrüstung sicherstellen sollte. Zunächst wurde die iranische Eisenbahn und das Telefonsystem später dann die gesamte kriegswichtige Infrastruktur in den Dienst der Sicherstellung des Nachschubs gestellt. Neben britischen und sowjetischen sollten bald auch US-amerikanische Truppen in den Iran einmarschieren, um die technische Infrastruktur weiter auszubauen und militärisch abzusichern. Am 29. Januar 1942 wurde vom iranischen Parlament das von Premierminister Forughi und den britischen und sowjetischen Botschaftern ausgehandelte Dreimächteabkommen ratifiziert, in dem die territoriale Integrität des Iran und der Abzug der alliierten Truppen nach Ende des Zweiten Weltkriegs garantiert wurden. Im Gegenzug wurde den Alliierten die vollständige Kontrolle über alle Verkehrs- und Nachrichtenverbindungen, wie Eisenbahn, Straßennetz, Flugplätze, Häfen, Pipelines, Telefonnetz und Rundfunk, eingeräumt. Damit war der Transportweg vom Persischen Golf durch den Iran zum Kaspischen Meer und dann weiter die Wolga hinauf nach Stalingrad frei. Die mit militärtechnischer Unterstützung durch die USA geführte Schlacht von Stalingrad brachte dann auch die von den Alliierten erhoffte Wende.
Nach dem Ende des Zweiten Weltkriegs wurde die Frage des Abzugs der alliierten Truppen aus dem Iran am 21. Juli 1945 auf der Potsdamer Konferenz ausführlich besprochen. Es wurde entschieden, dass die Truppen zwar aus der Hauptstadt Teheran abziehen aber bis sechs Monate nach Ende des Krieges mit Japan im Iran stationiert bleiben sollten. Nach dem Abwurf der Atombomben auf Hiroshima und Nagasaki und der japanischen Kapitulation am 2. September 1945 wurde der Abzugstermin der alliierten Truppen von der iranischen Regierung auf den 2. März 1946 festgelegt. Die britische und die sowjetische Regierung stimmten diesem Abzugstermin zu.
Doch Stalin weigerte sich, wie zwischen den Alliierten und Iran vereinbart, sechs Monate nach Ende der Kampfhandlungen die sowjetischen Truppen aus dem Iran vollständig abzuziehen. Unter Berufung auf Artikel 6 sah er die Sicherheit der Sowjetunion weiter gefährdet und bestand deshalb auf einer weiteren Stationierung sowjetischer Truppen im Norden des Iran. Stalin wollte die Gunst der Stunden nutzen. Am 12. Dezember 1945 wurde Täbris von bewaffneten Mitglieder der Fiqeh Demokrat besetzt, eine Nationalversammlung von Aserbaidschan konstituiert und die Aserbaidschanische Volksregierung mit Dschaʿfar Pischewari als Premierminister ins Leben gerufen. Dem iranischen General Karim Varahram fiel nach der Ausrufung der Aserbaidschanischen Volksregierung in Täbris eine 1943 in Baku gedruckte Karte in die Hände, auf der Iran in mehrere selbständige Republiken geteilt war. Die Karte zeigte die Demokratische Republik Aserbaidschan, bestehend aus dem sowjetischen und iranischen Aserbaidschan, die Republik Kurdistan, die das Gebiet des iranischen Westen bis nach Buschehr umfasste, die Republik Arabistan, die aus der Provinz Chusistan bestand, die Republik Baluchistan, die Kerman und Makran umfasste, die Republik Chorasan, die aus der Provinz Chorasan, Usbekistan und Tadschikistan bestand, der Republik Tabaristan, die die kaspischen Provinzen umfasste und der Republik Fars, die das Gebiet des Zentraliran abdeckte. Zwischen den Alliierten war die erste handfeste Krise, die Irankrise, ausgebrochen.
Mitte Januar 1946 wandte sich Premierminister Ebrahim Hakimi an den am 17. Januar 1946 gegründeten Sicherheitsrat der Vereinten Nationen, der die iranische Regierung zu direkten Verhandlungen mit der Sowjetunion aufforderte, um einen Interessensausgleich in der Frage der separatistischen Bewegungen zu finden. Am 20. Januar 1946 trat Premierminister Hakimi aufgrund eines drohenden Misstrauensvotums des iranischen Parlaments zurück. Auf Vorschlag von Schah Mohammad Reza Pahlavi wurde Ahmad Qavam vom Parlament zum Premierminister gewählt, der am 18. Februar 1946 zu Verhandlungen nach Moskau reiste. Der US-Präsident Harry S. Truman drohte nun Stalin mit ernsthaften Konsequenzen, bis hin zum Einsatz von Atomwaffen, wenn er seine Truppen nicht aus dem Iran abzöge.
Für Präsident Truman stand außer Frage, dass die Kontrolle des iranischen Öls durch die Sowjetunion zu einer Verschiebung der Machtbalance in der Welt führen würde und die aufstrebende westliche Wirtschaft massiv beschädigen könnte. Inzwischen hatte sich auch der Sicherheitsrat der Vereinten Nationen in die Krise eingeschaltet. Die Drohung Trumans verfehlte nicht ihre Wirkung. Am 25. März 1946 erklärte Stalin, dass Iran und die Sowjetunion sich grundsätzlich über die Frage des Truppenabzugs geeinigt hätten, und dass die sowjetischen Truppen innerhalb von sechs Wochen aus dem Iran abziehen könnten. Iran hatte einen Sieg erreicht, doch der Kalte Krieg hatte begonnen. 
Mit dem Beitritt des Iran zur CENTO im Jahr 1955 änderte sich die Zielsetzung der iranischen Außenpolitik. Die politische Unabhängigkeit und territoriale Integrität des Iran durch eine Neutralitätspolitik, sondern durch eine enge Anlehnung an den Westen zu sichern. Nachdem sich der sowjetisch-iranische Freundschaftsvertrag für den Iran als ein Instrument der sowjetischen Machtpolitik offenbart hatte, erklärte die iranische Regierung unter Premierminister Manutschehr Eghbal der sowjetischen Regierung, dass sie Artikel 5 und 6 des Vertrages, der der Sowjetunion nach wie vor das Recht einräumte, unter bestimmten Bedingungen in den Iran einzumarschieren, als nicht mehr gültig betrachte.